# Famille Fabiny
La famille Fabiny, ou Fabini, est une famille hongroise. Elle a donné notamment plusieurs personnalités ecclésiastiques.

## Origines
Famille saxonne de Transylvanie, elle remonte à Johann Fabini (hu) né vers 1590 à Kiscsűr dans le comitat de Szeben et décédé en 1646 à Segesvár. Il était docteur en théologie, écrivain, pasteur luthérien de Táblás, doyen et vice-évêque.

## Personnalités
- Márton Fabini (1749-1802), pasteur luthérien originaire de Medgyes. Père des trois suivants.
  - Josef Samuel Fabini (hu) (1794-1877), pasteur luthérien, fondateur de la Société transylvanienne Gustav Adref. Frère des suivants et père du suivant.
    - János Fabini (hu) (1825-1899), pasteur luthérien. Père du suivant.
      - Ludwig von Fabini (1861-1937), major général (vezérőrnagy) KuK. Père des trois suivants. 
        - Richárd Lajos Fabini (1894-1972), capitaine de frégate. Fils du précédent.
        - Lajos Konrád Fabini (1896-1938), directeur des Assurances Generali (Vienne). Frère du précédent.
        - Tivadar Konrád Fabini (1900-1974), lieutenant-colonel de l'armée royale hongroise. Frère du précédent.

  - Friedrich Fabini (hu) (1788-1864), docteur en médecine, ophtalmologue et hygiéniste. Frère du suivant.
  - János Teofil Fabini (1791-1847), professeur hongrois d'ophtalmologie. Anobli en 1840 par Ferdinand V de Hongrie. Père du suivant.
    - Teofil Fabiny (1822-1908), avocat et homme politique hongrois, il fut notamment ministre de la justice. Père des deux suivants.
      - Gyula Fabiny (1850-1914), conseiller ministériel, magistrat, superviseur de l'Église évangélique du comté de Pest.
        - Tibor Fabiny (1888-1974), docteur en économie, chef de service ministériel, capitaine de hussard. Père du suivant.
          - Tibor Fabiny (1924-2007), docteur en économie et en théologie, pasteur luthérien, professeur d'université, directeur fondateur du Musée National Évangélique hongrois, chevalier de la Commanderie hongroise de Saint-Jean. Père des suivants.
            - Tibor Fabiny (1955°), historien littéraire, professeur d'université, théologien, éditeur, président de l'Association luthérienne hongroise.
            - Tamás Fabiny (1959°), docteur en théologie, évêque luthérien de Église évangélique de Hongrie.

      - Ferenc Fabiny (1854-1916), docteur en droit, président du tribunal royal de Szeged, directeur de banque. Frère du précédent.

- Ludwig Fabini (1830-1906), Feldzeugmeister austro-hongrois, Geheimer Rat, chevalier de Saint-Étienne, de l'ordre impérial de Léopold et de la Couronne de fer[1]. Commissaire général à Prague en 1901, il déclina une nomination au ministère de la guerre. Oncle du précédent général homonyme.
- Henrik Mihály Fabini (1871-1931), ingénieur, directeur de la "Rima" Steel Corporation à Salgótarján.

## Homonymes
- Membres de la famille Fabinyi, famille noble hongroise remontant au XVIIe siècle.
  - Rudolf Fabinyi (hu) (1849-1920), professeur de chimie, premier président de Société hongroise de chimie (en)[2].
  - Tihamér Fabinyi (en) (1890-1953), homme politique hongrois qui fut notamment ministre des finances de Hongrie (1935-1938).
- Andrew Fabinyi (en) (1908-1978), né Andor Fischer, éditeur et libraire australien d'origine hongroise, membre de l'Ordre de l'Empire britannique (1960) « en reconnaissance de son travail pour la littérature australienne ».

## Galerie de membres

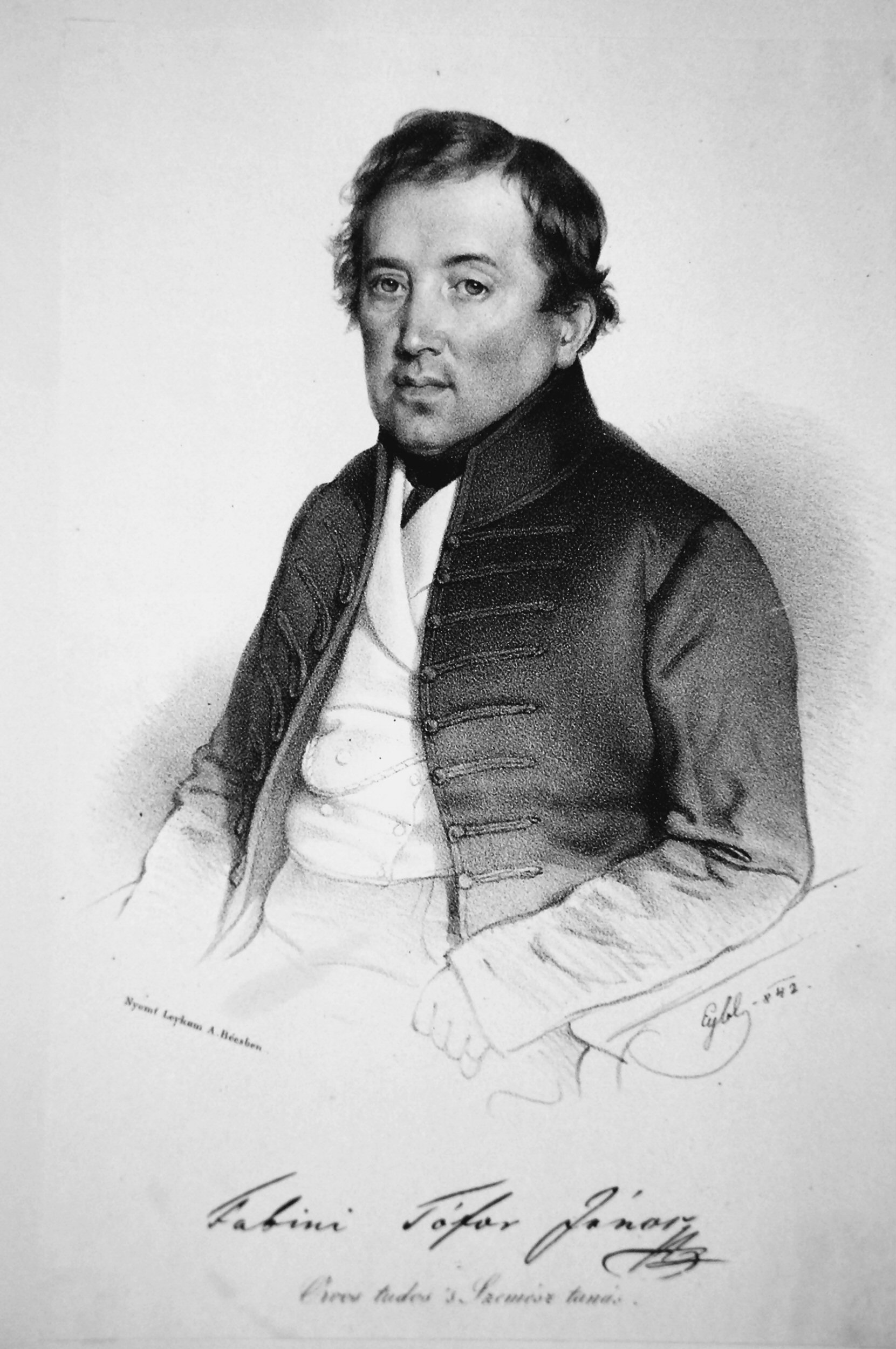
Professeur Johann Gottlieb von Fabini.
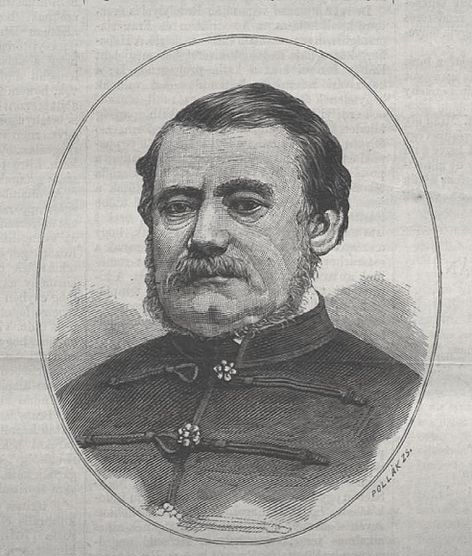
Le ministre Teofil Fabiny.
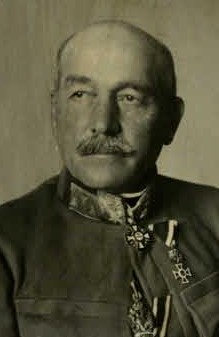
Général Ludwig von Fabini.
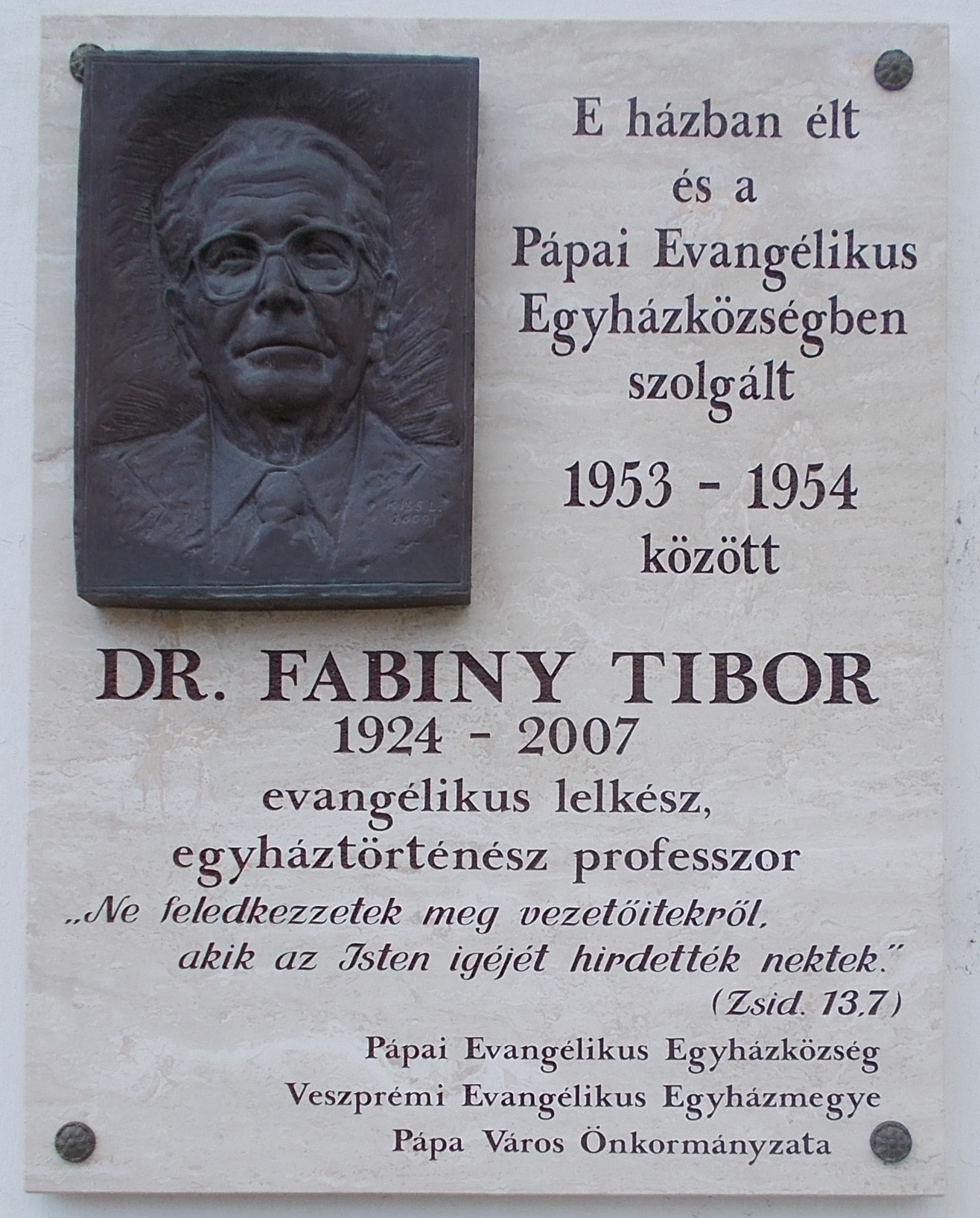
Plaque commémorative dédiée au Professeur et théologien Tibor Fabiny (1924-2007), Pápa (2020).
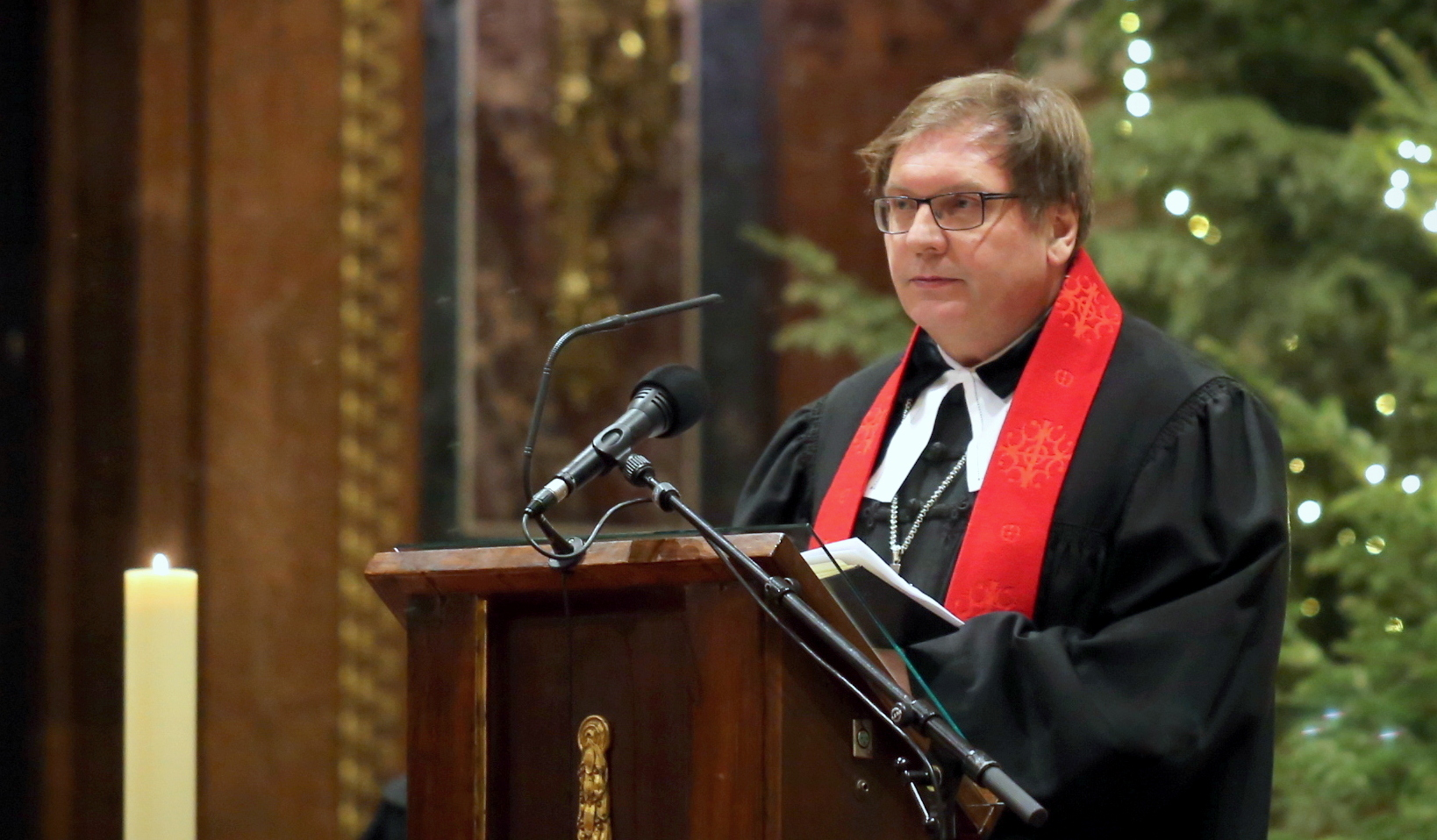
Mgr Tamás Fabiny, évêque luthérien de Hongrie.

## Pour approfondir